# Object Software
Object Software Limited ist ein chinesischer Computerspielehersteller. Das Unternehmen wurde 1995 gegründet, hat Sitze in Peking und Hongkong und beschäftigt 150 Mitarbeiter.
Das bekannteste Spiel der Firma in Deutschland ist World of Qin 2, welches ein MMORPG ist, im Gegensatz zu den anderen Teilen der Qin-Reihe, die Einzelspieler-Rollenspiele sind.
Weitere Spiele, die erschienen, sind Prince of Qin (Capcom), Fate of the Dragon (Eidos) und Seal of Evil (Atari, in Deutschland unter dem Namen World of Qin: Siegel der Verdammnis).

## Spiele
- Hooves of Thunder (PC, 1996)
- Metal Knight (PC, 1998)
- Fate of the Dragon (PC, 2001)
- Dragon Throne: Battle of Red Cliffs (PC, Mai 2002)
- Prince of Qin (PC, August 2002)
- Seal of Evil (PC, Januar 2004)
- World of Qin (PC, April 2003)
- World of Qin: Siegel der Verdammnis (PC, 2. März 2006)
- World of Qin 2 (PC, Mai 2005)
- Dragon Throne Online (PC, April 2006)
- Phoenix Dynasty Online (PC, Juli 2006)
- Kingdom Tales (PC, März 2011)
- 206 BC (PC, Q3 2011)
- Metal Knight Zero (PC, Q3 2011)
- Myths & Heroes (PC, Q4 2011)
- Big Wind Online (PC)

## Spielengine
Object Software nutzt seit Metal Knight Zero und Myths & Heroes die proprietäre Spielengine Overmax SDK.